# Formula 2 giapponese 1978
La stagione 1978 della Formula 2000 giapponese fu corsa su 7 gare. Fu vinta dal pilota nipponico Kazuyoshi Hoshino su Nova-BMW.

## La pre-stagione

### Calendario
| Gara | Nome                    | Circuito           | Giri | Lunghezza          | Data         |
| ---- | ----------------------- | ------------------ | ---- | ------------------ | ------------ |
| 1    | Suzuka Big 2&4 Race     | Circuito di Suzuka | 28   | 28x6,000=168 km    | 5 marzo      |
| 2    | JAF GP Fuji             | Circuito del Fuji  | 35   | 35x4,336=151,76 km | 3 maggio     |
| 3    | Suzuka F.Japan          | Circuito di Suzuka | 30   | 30x6,000=180 km    | 21 maggio    |
| 4    | Suzuka Ruby Trophy      | Circuito di Suzuka | 30   | 30x6,000=180 km    | 2 luglio     |
| 5    | Great 20 Racers         | Circuito di Suzuka | 30   | 30x6,000=180 km    | 24 settembre |
| 6    | Nishinihon All Japan F2 | Circuito di Mine   | 55   | 55x2,830=155,65 km | 21 ottobre   |
| 7    | JAF Suzuka GP           | Circuito di Suzuka | 35   | 35x6,000=210 km    | 5 novembre   |

- Tutte le corse sono disputate in Giappone.

## Piloti e team
| Team                      | Telaio                                         | Nr.    | Pilota                 | Gare        |
| ------------------------- | ---------------------------------------------- | ------ | ---------------------- | ----------- |
| Team Phoenix              | Chevron B42-BMW                                | 1      | Brian Henton           | 1           |
| Team Phoenix              | Chevron B40-BMW                                | 1      | Lamberto Leoni         | 2           |
| Team Euroracing           | March 782-BMW                                  | 1      | Piercarlo Ghinzani     | 1           |
| Team Phoenix              | Chevron B40-BMW                                | 1      | Piercarlo Ghinzani     | 3           |
| Vicic Club                | March 782-BMW                                  | 1      | Marc Surer             | 4           |
| Team Phoenix              | Chevron B40-BMW                                | 1      | Patrick Gaillard       | 5           |
| Kuwahar Jidousya          | Nova 512-Toyota                                | 1      | Kiyashi Misaki         | 6           |
| Vicic Club                | March 782-BMW                                  | 1      | Bruno Giacomelli       | 7           |
| Team Nicole               | Kaushen -Renault                               | 2      | Gianfranco Brancatelli | 1           |
|                           | Chevron B42-BMW                                | 2      | Larry Perkins          | 2           |
|                           | Chevron B40-BMW                                | 2      | Beppe Gabbiani         | 3           |
| Vicic Club                | Ralt RT1-BMW                                   | 2      | Michel Leclère         | 4           |
|                           | Nova 512-BMW                                   | 2/3    | Noritake Takahara      | 1, 4        |
| Vicic Club                | Chevron B48-Hart                               | 2      | Riccardo Patrese       | 7           |
| Harada Racing Company     | Martini Mk 22-Renault                          | 3      | Noritake Takahara      | 2-3         |
| Harada Racing Company     | Martini Mk 22-Renault                          | 3/10   | René Arnoux            | 5, 7        |
| Team Nicole Racing Japan  | Kaushen -Renault Chevron B40-BMW               | 3/7/23 | Nico Nicole            | 2,4,7       |
| Heroes Racing Corporation | Nova 512-BMW Nova 532P-BMW                     | 5      | Kazuyoshi Hoshino      | 1-5, 7      |
| Heroes Racing Corporation | Nova 532P-BMW Martini Mk 22-Renault            | 6      | Satoru Nakajima        | 1-5, 7      |
| Namikawa Yasuhiro         | March 742-BMW                                  | 7/12   | Syuuroku Sasaki        | 1, 4        |
| Namikawa Yasuhiro         | March 742-BMW                                  | 14     | Yasuhiro Namikawa      | 5           |
| Speed Star Racing         | Kojima KE008-BMW                               | 7      | Didier Pironi          | 7           |
| Racing Service Watanabe   | Falcon 784-Nissan                              | 7      | Masayuki Kaneda        |             |
|                           | March 782-BMW                                  | 7      | Stephen South          |             |
| Matsumoto Racing Union    | Chevron B35-BMW                                | 8      | Keiji Matsumoto        | Tutte       |
| Vicic Club                | March 782-BMW                                  | 9      | Derek Warwick          | 7           |
| Tomy Racing Team          | Chevron B42-BMW                                | 11     | Masahiro Hasemi        | Tutte       |
| SPL SE                    | SE 235-BMW                                     | 14     | Syuuroku Sasaki        | 7           |
|                           | March 782-BMW                                  | 15     | Fumiyasu Satou         | 5-6         |
| Racing Team Combat        | March 762- BMW March 782-BMW                   | 17     | Hisayoshi Mitusashi    | 1-5         |
| Fushida Racing            | March 752- BMW March 782-BMW                   | 18     | Richard Geck           | 4-5, 7      |
| Speed Star Wheel Racing   | Kojima KE008-BMW                               | 20     | Kunimitsu Takahashi    | 1-5, 7      |
| Speed Star Wheel Racing   | March 742-BMW Kojima KE008-BMW Chevron B40-BMW | 21     | Masao Segawa           | Tutte       |
|                           | March 752- BMW                                 | 20     | Tetsuji Ozasu          | 6           |
| Tomei Jidousya            | March 742- BMW                                 | 24     | Keiji Takahashi        | 1-4, 6-7    |
| Vicic Club                | Ralt RT1- BMW                                  | 25     | Tadao Wada             | 5           |
| Team Kitano               | Nova 512B- BMW                                 | 30     | Moto Kitano            | 2           |
| Tetsu International       | Chevron B40- BMW                               | 37     | Tetsu Izukawa          | 2           |
| Sakai Racing Team         | Ralt RT1- BMW Chevron B40- BMW Nova 532P- BMW  | 66     | Masami Kuwashima       | 1-2, 4-5, 7 |

## Risultati e classifiche

### Risultati
| Gara | Circuito | Tempo      | Velocità    | Pole position     | GPV              | Vincitore                  | Vettura                   |
| ---- | -------- | ---------- | ----------- | ----------------- | ---------------- | -------------------------- | ------------------------- |
| 1    | Suzuka   | 59'10.0    | 170,37 km/h | Kazuyoshi Hoshino |                  | Kazuyoshi Hoshino          | Nova-BMW                  |
| 2    | Fuji     | 45:37.71   | 199,56 km/h | Kazuyoshi Hoshino |                  | Kazuyoshi Hoshino          | Nova-BMW                  |
| 3    | Suzuka   | 59:24.55   | 181,79 km/h | Satoru Nakajima   |                  | Satoru Nakajima            | Nova-BMW                  |
| 4    | Suzuka   | 59:54.36   | 180,28 km/h | Kazuyoshi Hoshino | Marc Surer       | Marc Surer Satoru Nakajima | March-BMW Martini-Renault |
| 5    | Suzuka   | 59:08.17   | 182,63 km/h | Kazuyoshi Hoshino |                  | Kazuyoshi Hoshino          | March-BMW                 |
| 6    | Mine     | 1'04:49.0  | 144,08 km/h | Masahiro Hasemi   |                  | Masahiro Hasemi            | Chevron-BMW               |
| 7    | Suzuka   | 1'08:32.83 | 183,82 km/h | Bruno Giacomelli  | Bruno Giacomelli | Kunimitsu Takahashi        | Kojima-BMW                |

### Classifica piloti
I punti sono assegnati secondo lo schema seguente:
| Sistema di punteggio | Sistema di punteggio | Sistema di punteggio | Sistema di punteggio | Sistema di punteggio | Sistema di punteggio | Sistema di punteggio | Sistema di punteggio | Sistema di punteggio | Sistema di punteggio | Sistema di punteggio |
| Posizione            | 1º                   | 2º                   | 3º                   | 4º                   | 5º                   | 6º                   | 7º                   | 8º                   | 9º                   | 10º                  |
| -------------------- | -------------------- | -------------------- | -------------------- | -------------------- | -------------------- | -------------------- | -------------------- | -------------------- | -------------------- | -------------------- |
| Gara 6               | 15                   | 12                   | 10                   | 8                    | 6                    | 4                    |                      |                      |                      |                      |
| altre gare           | 20                   | 15                   | 12                   | 10                   | 8                    | 6                    | 4                    | 3                    | 2                    | 1                    |

Contano i 5 migliori risultati. I piloti ospiti non partecipano alla classifica finale. La loro posizione è trasparente ai fini dell'assegnazione dei punti.
| 1                                        | Kazuyoshi Hoshino      | 1   | 1   | 3   | Rit | 1   |     | 12  | 76           |
| 2                                        | Masahiro Hasemi        | 2   | 3   | 4   | Rit | 3   | 1   | 4   | 72 (82)      |
| 3                                        | Satoru Nakajima        | 3   | 2   | 1   | 2   | 2   |     | 2   | 67           |
| 4                                        | Kenji Takahashi        | 10  | Rit | 2   | 3   |     | 3   | 5   | 55           |
| 5                                        | Keiji Matsumoto        | 7   | 4   | 6   | 4   | 9   | 2   | 11  | 50 (60)      |
| 6                                        | Kunimitsu Takahashi    | Rit | 5   | Rit | Rit | 5   |     | 1   | 40           |
| 7                                        | Masao Segawa           | 9   | Rit | Rit | 7   | 8   | 4   | Rit | 26           |
| 8                                        | Noritake Takahara      | 6   | 9   | Rit |     | 6   |     |     | 22           |
| 9                                        | Richard Geck           |     |     |     | 8   | 10  |     | 8   | 17           |
| 10                                       | Hisayoshi Mitusashi    | 11  | 7   | 7   | NC  | 12  |     |     | 13           |
| 11                                       | Masami Kuwashima       | Rit | 8   |     | Rit | 7   |     | Rit | 11           |
| 12                                       | Naohiro Fujita         |     |     |     | 6   |     |     |     | 10           |
| 13                                       | Nico Nicole            |     | Rit |     | Rit |     |     | 7   | 10           |
| 14                                       | Fumiyasu Satou         |     |     |     |     | 13  | 5   |     | 6            |
| 15                                       | Moto Kitano            |     | 6   |     |     |     |     |     | 6            |
| 16                                       | Syuuroku Sasaki        | 8   |     |     | Rit |     |     | NP  | 6            |
| 17                                       | Yasuhiro Namikawa      |     |     |     |     | 11  |     |     | 2            |
|                                          | Tetsu Izukawa          |     | Rit |     |     |     |     |     | -            |
|                                          | Tadao Wada             |     |     |     |     | Rit |     |     | -            |
|                                          | Kiyoshi Misaki         |     |     |     |     |     | Rit |     | -            |
|                                          | Tetsuji Ozasu          |     |     |     |     |     | Rit |     | -            |
| Piloti ospiti non eleggibili per i punti |                        |     |     |     |     |     |     |     |              |
|                                          | Brian Henton           | 4   |     |     |     |     |     |     | -            |
|                                          | Gianfranco Brancatelli | 5   |     |     |     |     |     |     | -            |
|                                          | Lamberto Leoni         |     | Rit |     |     |     |     |     | -            |
|                                          | Larry Perkins          |     | Rit |     |     |     |     |     | -            |
|                                          | Piercarlo Ghinzani     |     |     | 5   |     |     |     |     | -            |
|                                          | Beppe Gabbiani         |     |     | 8   |     |     |     |     | -            |
|                                          | Marc Surer             |     |     |     | 1   |     |     |     | -            |
|                                          | Michel Leclère         |     |     |     | 5   |     |     |     | -            |
|                                          | Patrick Gaillard       |     |     |     |     | 4   |     |     | -            |
|                                          | René Arnoux            |     |     |     |     | Rit |     | 10  | -            |
|                                          | Riccardo Patrese       |     |     |     |     |     |     | 3   | -            |
|                                          | Derek Warwick          |     |     |     |     |     |     | 6   | -            |
|                                          | Bruno Giacomelli       |     |     |     |     |     |     | 9   | -            |
|                                          | Didier Pironi          |     |     |     |     |     |     | Rit | -            |
| Pos                                      | Pilota                 | 2&4 | FUJ | SFJ | SRT | GRT | NIH | SUZ | Punti validi |

| Colore  | Risultato             |
| ------- | --------------------- |
| Oro     | Vincitore             |
| Argento | 2º posto              |
| Bronzo  | 3º posto              |
| Verde   | Finito a punti        |
| Blu     | Finito senza punti    |
| Viola   | Ritirato (Rit)        |
| Viola   | Non classificato (NC) |
| Rosso   | Non qualificato (NQ)  |
| Nero    | Squalificato (SQ)     |
| Bianco  | Non partito (NP)      |
| Bianco  | Non ha gareggiato     |
| Bianco  | Infortunato (INF)     |
| Bianco  | Escluso (ES)          |
| Bianco  | Gara cancellata (C)   |

### Suzuka Championship
Nella classifica contano solo i risultati colti sul Circuito di Suzuka. Partecipano alla classifica anche i piloti ospiti. Non vi sono scarti.
| Pos | Pilota                 | 2&4 | SFJ | SRT | GRT | SUZ | Punti |
| --- | ---------------------- | --- | --- | --- | --- | --- | ----- |
| 1   | Satoru Nakajima        | 3   | 1   | 2   | 2   | 2   | 77    |
| 2   | Kazuyoshi Hoshino      | 1   | 3   | Rit | 1   | 12  | 52    |
| 3   | Masahiro Hasemi        | 2   | 4   | Rit | 3   | 4   | 47    |
| 4   | Kenji Takahashi        | 10  | 2   | 3   |     | 5   | 36    |
| 5   | Kunimitsu Takahashi    | Rit | Rit | Rit | 5   | 1   | 28    |
| 6   | Keiji Matsumoto        | 7   | 6   | 4   | 9   | 11  | 22    |
| 7   | Marc Surer             |     |     | 1   |     |     | 20    |
| 8   | Riccardo Patrese       |     |     |     |     | 3   | 12    |
| 9   | Noritake Takahara      | 6   | Rit |     | 6   |     | 12    |
| 10  | Brian Henton           | 4   |     |     |     |     | 10    |
| 10  | Patrick Gaillard       |     |     |     | 4   |     | 10    |
| 12  | Masao Segawa           | 9   | Rit | 7   | 8   | Rit | 9     |
| 13  | Gianfranco Brancatelli | 5   |     |     |     |     | 8     |
| 13  | Piercarlo Ghinzani     |     | 5   |     |     |     | 8     |
| 13  | Michel Leclère         |     |     | 5   |     |     | 8     |
| 16  | Richard Geck           |     |     | 8   | 10  | 8   | 7     |
| 17  | Naohiro Fujita         |     |     | 6   |     |     | 6     |
| 17  | Derek Warwick          |     |     |     |     | 6   | 4     |
| 19  | Hisayoshi Mitusashi    | 11  | 7   | NC  | 12  |     | 4     |
| 19  | Masami Kuwashima       | Rit |     | Rit | 7   | Rit | 4     |
| 19  | Nico Nicole            |     |     | Rit |     | 7   | 4     |
| 22  | Syuuroku Sasaki        | 8   |     | Rit |     | NP  | 3     |
| 22  | Beppe Gabbiani         |     | 8   |     |     |     | 3     |
| 24  | Bruno Giacomelli       |     |     |     |     | 9   | 2     |
| 25  | René Arnoux            |     |     |     | Rit | 10  | 1     |
| 26  | Yasuhiro Namikawa      |     |     |     | 11  |     | 0     |
| 27  | Fumiyasu Satou         |     |     |     | 13  |     | 0     |
|     | Tadao Wada             |     |     |     | Rit |     | -     |
|     | Didier Pironi          |     |     |     |     | Rit | -     |
| Pos | Pilota                 | 2&4 | SFJ | SRT | GRT | SUZ | Punti |

| Colore  | Risultato             |
| ------- | --------------------- |
| Oro     | Vincitore             |
| Argento | 2º posto              |
| Bronzo  | 3º posto              |
| Verde   | Finito a punti        |
| Blu     | Finito senza punti    |
| Viola   | Ritirato (Rit)        |
| Viola   | Non classificato (NC) |
| Rosso   | Non qualificato (NQ)  |
| Nero    | Squalificato (SQ)     |
| Bianco  | Non partito (NP)      |
| Bianco  | Non ha gareggiato     |
| Bianco  | Infortunato (INF)     |
| Bianco  | Escluso (ES)          |
| Bianco  | Gara cancellata (C)   |